# Bellmansro

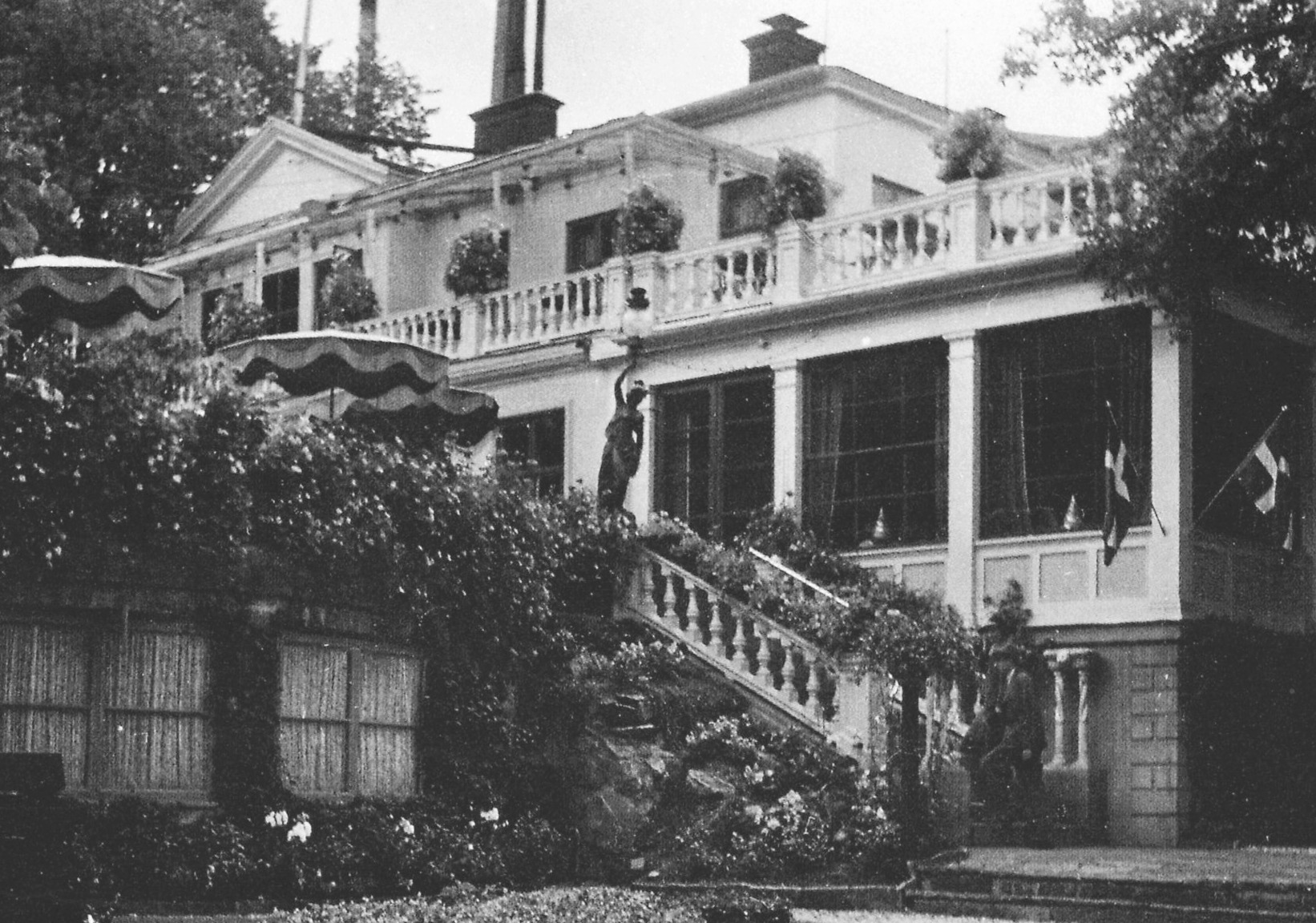
Bellmansro 1940.

Bellmansro var en restaurang norr om Oakhill på Djurgården i Stockholm med anor från 1828 då hovkonditorn S.D. Carlmark där öppnade en serveringslokal. Restaurangen fick senare sitt namn med anledning av närheten till Bellmansbysten. Stället brann ner 1955. Platsen där nu endast bysten finns kvar kallas fortfarande Bellmansro.

## Historik

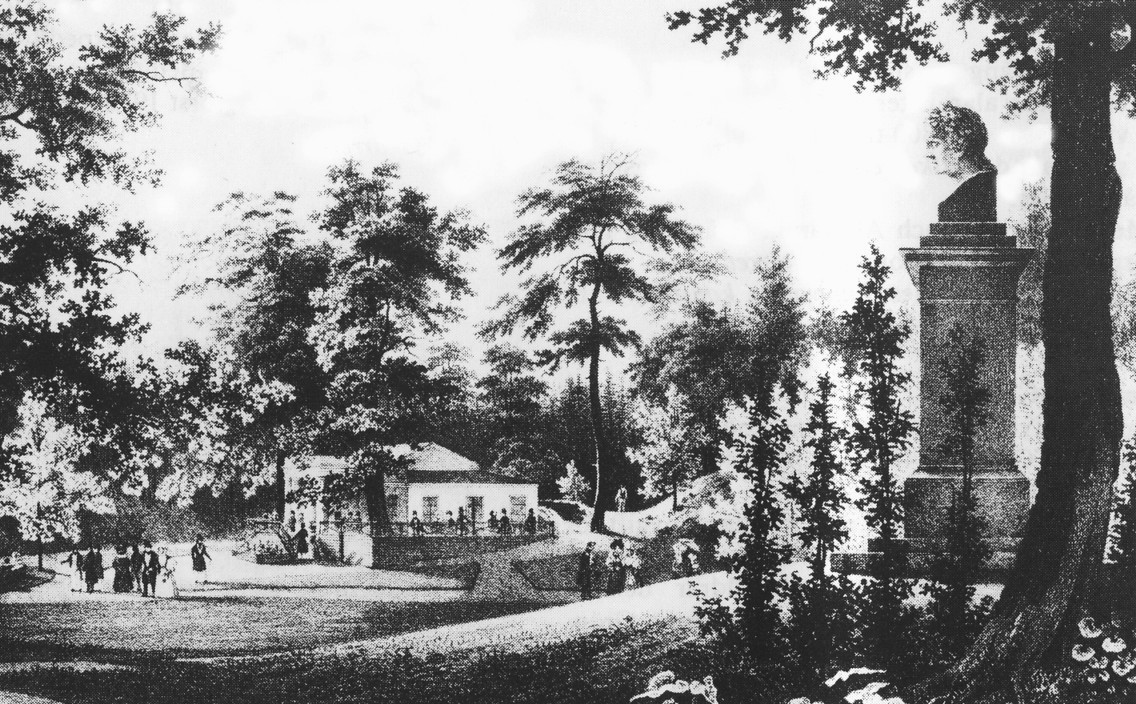
Bellmansro 1834.

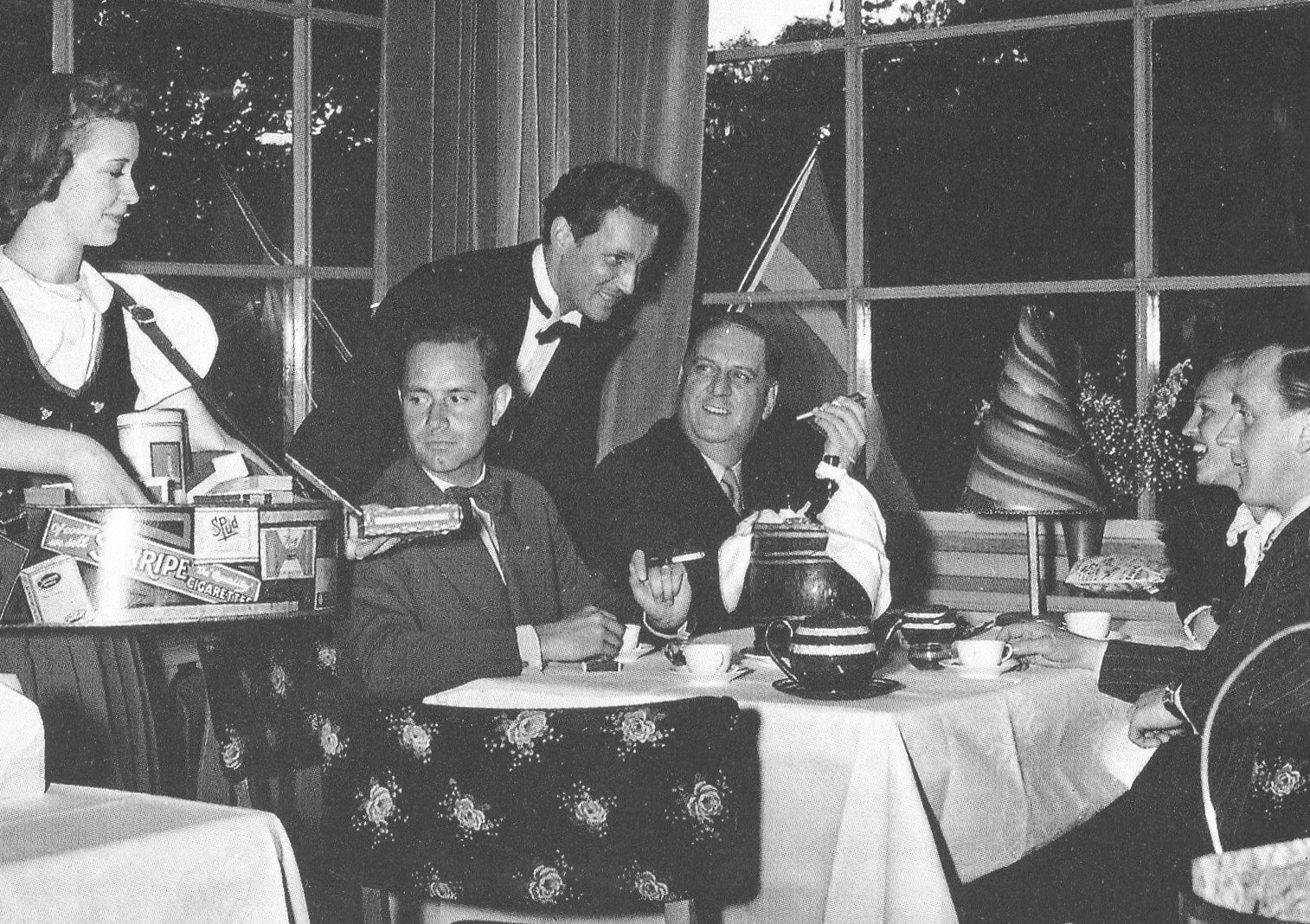
Matsalen på 1940-talet.

Konditorn Carlmark hade redan 1827 skaffat sig ett serveringstillstånd för ett "förfriskningsställe" nära den plats där Bellmansbysten skulle resas. Hans serveringsställe var då ett schweizeri i ett enkelt lusthus som kallades för Carlmarks. Efter invigningen av Bellmansbysten blev Carlmarks ett mycket populärt ställe under sommartid, speciellt på Bellmansdagen som firades varje år den 26 juli. 1833 byggdes lusthuset om till en paviljong där Carlmark drev sin verksamhet i flera decennier. 
Rörelsen övertogs så småningom av konditorn Sundberg som förvandlade det lilla konditoriet till ett utvärdshus under namnet Bellmansro. Han drev Bellmansro på 1860- och 1870-talen och efterföljdes av källarmästaren Mårten Nilsson. Han lät bygga om Bellmansro med bland annat pampiga trappor och större terrass samt snyggade till trädgården. Inför Stockholmsutställningen 1897 väntade han en invasion av gäster och byggde även om inomhus. 
År 1905 sålde han Bellmansro för 200 000 kronor till en fru Thèrese Hacksell. Hon  inrättade "chambres séparés" i huset och  restaurangen fick ett svajigt rykte, och kunde till och med omnämnas som ett "osedlighetsnäste". Hon häktades 1914 för "hållande av hus där otukt bedrevs". Hon klarade sig med böter men händelsen vållade stor uppmärksamhet i pressen.
Sin sista glansperiod fick restaurangen i krögaren och konstmecenaten Sten Hellbergs regi. Han förvärvade stället 1936 och förvandlade det till lyxrestaurang med dyrbar inredning och plats för 500 personer inomhus och 2 000 personer om man inräknade uteserveringen. Bellmansro hörde då till Hellbergs restaurangimperium som även omfattade Brända tomten och Bäckahästen. När Hellberg avled 1947 övertogs rörelsen av Knut Lindqvister som kort därefter sålde Bellmansro vidare.
Byggnaden fick avsevärda rök- och vattenskador vid en brand den 13 maj 1952. Ruinen blev stående utan åtgärd i ytterligare flera år tills en ny brand utbröt den 17 augusti 1955, denna gång främst i en tillbyggnad. Först därefter jämnades byggnaderna med marken.